# The Princely Liechtenstein Tattoo
The Princely Liechtenstein Tattoo ist eine Musik-Show, die seit 2012 während dreier Tage jedes Jahr im September im Fürstentum Liechtenstein stattfindet. 

## Veranstaltung
Princely Tattoo gehört zu den fünf grössten Veranstaltungen Liechtensteins und hat jeweils über 8'000 Besucher. Inhaltlich orientiert sich das Princely Liechtenstein Tattoo an  dem Edinburgh Military Tattoo (Schottland) sowie dem Basel Tattoo (Schweiz). Es steht unter der Schirmherrschaft von Landesfürst Hans-Adam II. von und zu Liechtenstein und wird unterstützt durch das Ministerium für Äusseres, Bildung und Kultur der liechtensteinischen Regierung.
Veranstaltungsort ist die historischen Burgruine Neu-Schellenberg. Diese stammt aus dem 13. Jahrhundert und typische Merkmale einer mittelalterlichen Ritterburg sind noch gut ersichtlich. Für die Durchführung der Openair-Shows wird auf dem Areal der historischen Burgruine eine Tribüne für rund 600 Zuschauer aufgebaut, eine grossflächige Bühne sowie zahlreiche weitere Event- und Zeltbauten.
Die Vorführungen haben jeweils rund 300 Teilnehmer aus europäischen Militär- und Polizeimusik-Bands, überregionalen Formationen und nationalen Kulturträgern. Wichtiger Bestandteil sind die Auftritte der Massed Pipes and Drums, einer Vereinigung von Dudelsackspielern und Trommlern.
Jeweils am Samstagmittag findet die «Princely Tattoo Parade» statt. Von 2013 bis und mit 2017 fand diese in Schaan statt. Seit 2019 wird sie im verkehrsfreien Städtle von Vaduz durchgeführt und kombiniert musikalischen Genuss, Brauchtum und Kulinarik. Neben den in Schellenberg teilnehmenden Formationen, nehmen jeweils zusätzliche Formationen aus Liechtenstein und der Region teil. Insgesamt jeweils 600 bis 700 Teilnehmende.